# 림프절 변연부 B세포 림프종
림프절 변연부 B세포 림프종(Nodal marginal zone B cell lymphoma, NMZL)은 림프절에 모낭의 집락을 생성할 수 있는 변연부 림프종의 흔하지 않은 형태이다. 이는 남성과 여성에서 발생률이 비슷하고 평균 연령이 61세(범위 26~92세)인 저등급 림프종의 한 형태이다. 쇼그렌 증후군과 관련이 있는 경우가 많다. 이는 림프절 구조의 부분/전체 소실과 함께 작은 림프구보다 2~3배 더 큰 단핵구 중심구 유사 B 세포의 소낭간 침윤을 보여준다.